# Sinclair ZX80

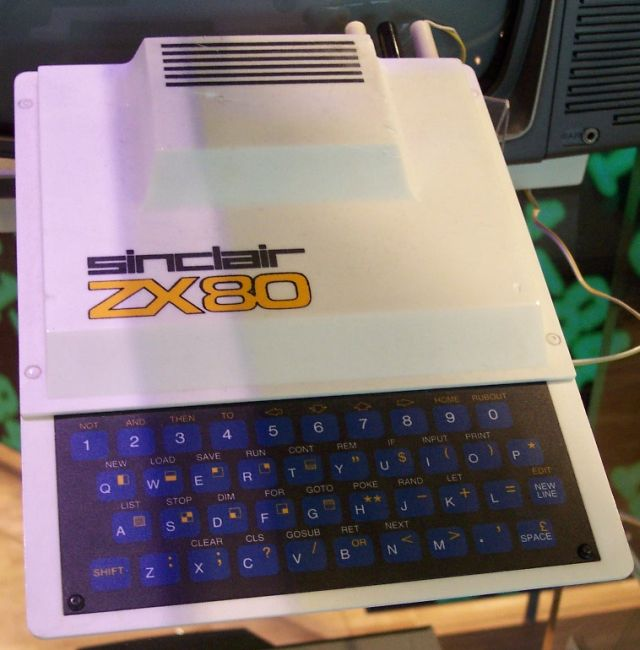
Sinclair ZX80

De Sinclair ZX80 was een eenvoudige "thuiscomputer" die door het bedrijf Sinclair Research van Clive Sinclair in 1980 werd uitgebracht. Het was de eerste computer die voor minder dan 100 pond verkocht werd in Groot-Brittannië, namelijk voor £99,95 (in de Verenigde Staten was dit $199,95). De ZX80 kon enkel via de post besteld worden, en werd geleverd als kit om zelf te assembleren - dan was de prijs £79,95 -, of compleet tegen de hogere prijs. 

## Kenmerken
De machine had een witte plastic kast en een klein blauw membraan-toetsenbord. Ze moest op een televisietoestel worden aangesloten; Het display had 24 regels van 32 tekens. Voor het genereren van het videosignaal gebruikte de ZX80 een combinatie van (zeer eenvoudige) hardware en software, waardoor ze enkel een beeld kon genereren wanneer er geen programma werd uitgevoerd, dus wanneer de machine niet wachtte op een toetsaanslag van de gebruiker viel het videosignaal weg. Programma's met bewegende beelden e.d. waren niet mogelijk. Programma's kon men bewaren op audiocassettes.
De machine gebruikte als CPU een Zilog Z80-kloon, de NEC 780C-1-chip, en had 1 KB RAM-geheugen (optioneel uitbreidbaar tot 16 KB) en een Sinclair BASIC-editor/interpreter samen met het besturingssysteem in een 4 KB ROM. Dit was een "integer BASIC" die enkel met gehele getallen werkte; een "floating point" BASIC in 8 KB ROM was een optie. Met deze 8 KB ROM-optie kreeg de computer dezelfde functionaliteit als zijn opvolger de Sinclair ZX81. Het schermknipperen bleef echter.
De ZX80 gebruikte een eigen karakterset (niet ASCII), met onder meer aparte "grafische" karakters en speciale karakters voor BASIC-keywords zoals RUN, LIST, PRINT...: deze werden als één karakter (één byte) opgeslagen en om ze in te voeren moest ook maar één toets ingedrukt worden. 
De ZX80 liet veel mensen hun eerste stappen zetten in de computerwereld, in de eerste plaats in het Verenigd Koninkrijk. Ze was de voorloper van de ZX81, de zeer succesvolle ZX Spectrum en de Sinclair QL.